# Cerco de Goa (1517)
O Cerco de Goa de 1517 foi uma batalha travada na Índia entre as forças do Império Português e o Sultanato de Bijapur, que tentou reconquistar a capital da Índia portuguesa. A tentativa não teve sucesso e os portugueses defenderam a cidade.

## Contexto
O Sultanato de Bijapur, chefiado pela dinastia Adil Shahi, era um dos sultanatos do Decão. Em 1510, o governador da Índia Afonso de Albuquerque descobriu que Bijapur abrigava em Goa guerreiros mamelucos depois de estes terem sido derrotados na decisiva Batalha de Diu no ano anterior. Por essa razão, a importante cidade portuária foi ocupada. 
Em 1517, o sucessor de Albuquerque, Lopo Soares de Albergaria, partiu para o Mar Vermelho com uma grande armada. Durante a sua ausência com o grosso das tropas portuguesas disponíveis na Índia, o capitão de Goa Dom Guterre de Monroy invadiu as terras vizinhas de Bijapur e Ismail Adil Shah, que acabara de assinar uma paz com o vizinho sultão de Ahmednagar, procurou recapturar a cidade. Reuniu ele um exército de 20.000 a 22.000 homens e entregou a missão ao general Çufolarim.

## O cerco
Quando o capitão de Goa Dom Guterre de Monroy se apercebeu de que se aproximava o exército inimigo, cujo comandante era seu amigo, despachou 100 homens em 10 navios a remos para o vau de Banastarim a fim de os impedir de atravessar para a ilha de Goa, onde ficava a cidade de Goa. Um primeiro confronto deu-se entre em Benastarim. Temendo que o inimigo pudesse atravessar em jangadas, alguns dias depois, Dom Guterre mandou guarnecer todos os vaus da ilha. 
Fornecimentos na cidade foram requisitados, espiões foram enviados ao campo inimigo, a tropa auxiliar nativa foi mobilizada e as mulheres e crianças de todos os hindus e muçulmanos, 20.000 pessoas ao todo, foram fechadas dentro dos muros da cidade, para evitar qualquer motim ou revolta. Como o exército de Bijapur foi bem espiado, os navios portugueses partiam rapidamente para onde quer que Çufolarim tentasse colocar barcaças nas águas dos rios.
A pedido dos auxiliares, Dom Guterre decretou que se oferecesse um pardau de ouro pela cabeça de cada guerreiro trazido do acampamento inimigo. Como os auxiliares de Goa eram parecidos com os guerreiros inimigos, eles moviam-se entre os acampamentos com grande facilidade, e muito dinheiro foi gasto a pagar as cabeças trazidas de volta. Dom Guterre escreveu a Çufolarim perguntando-lhe por que se demorava tanto a atravessar o rio, e Çufolarim respondeu-lhe com uma carta escrita numa letra que os portugueses não conseguiam decifrar. 
Çufolarim então montou baterias de artilharia para bombardear o forte de Benastarim, mas como as peças eram leves, causaram poucos danos. Um comandante auxiliar chamado Ralu logrou emboscar nas estradas, com dez guerreiros, um trem de artilharia cujos homens traziam um grande canhão para o acampamento de Bijapur. As baterias portuguesas causavam grandes estragos também. 

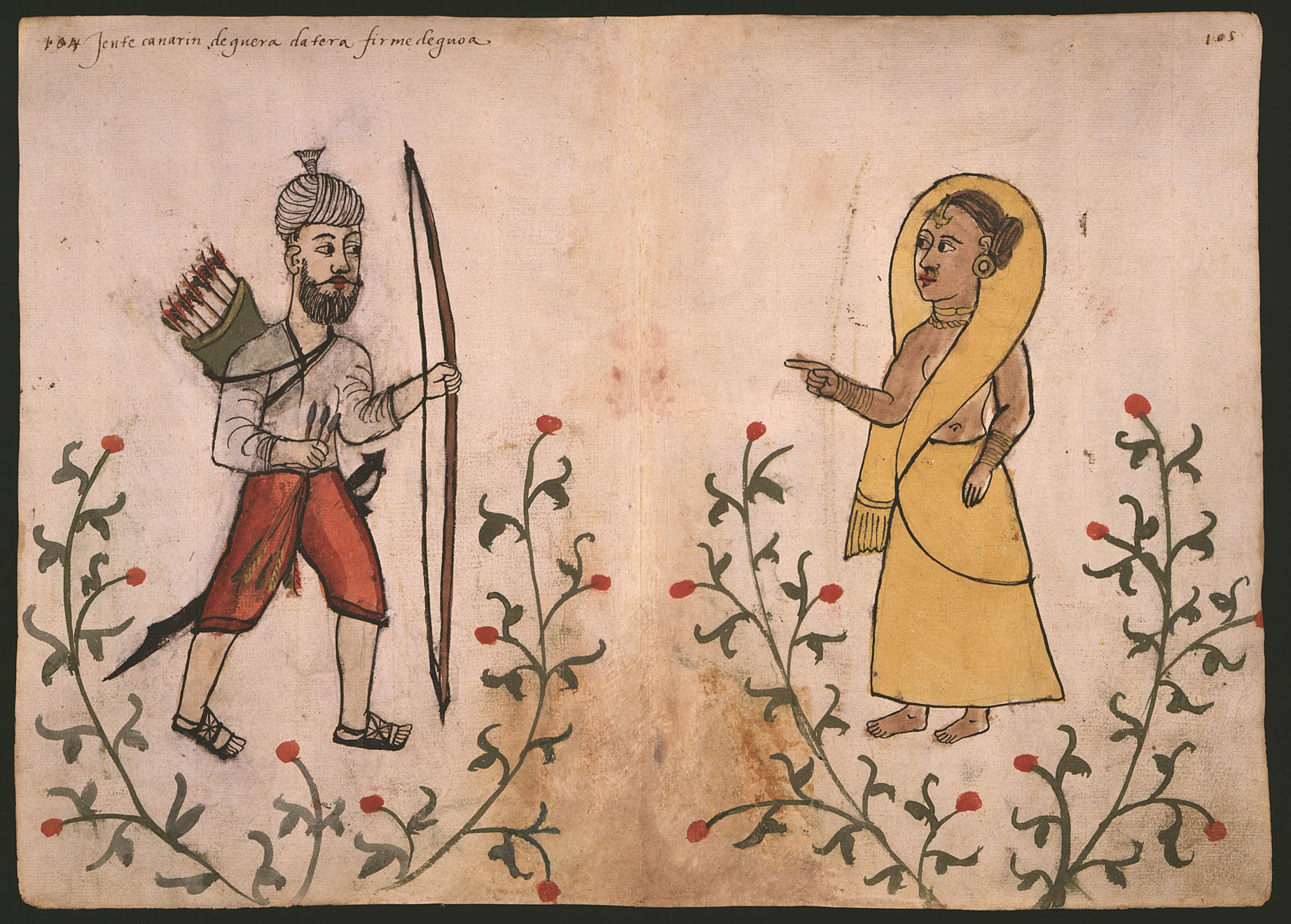
Representação portuguesa do século XVI dos milicianos nativos de Goa, retratados no Códice Casanatense.

Com a chegada de navios portugueses em Agosto, trazendo eles mais de 400 homens em reforço, os portugueses intensificaram os ataques às posições inimigas e vendo os poucos danos causados às defesas portuguesas, o sultão de Bijapur ordenou a Çufolarim que assinasse uma nova paz com os portugueses. e retirar-se. 

## Consequências
O bom serviço e valor demonstrado pela milícia auxiliar goesa aumentou em muito o seu prestígio reputação aos olhos dos portugueses. Os sultões de Bijapur sitiariam Goa várias vezes no futuro, sempre sem sucesso.